# Verzoekschriftprocedure
Een verzoekschriftprocedure is een gerechtelijke procedure die wordt ingeleid met het indienen van een verzoekschrift (rekest) bij een rechtbank. Daarmee onderscheidt het zich van procedures die worden ingeleid met een dagvaarding of beroepschrift. De procedure komt in Nederland van oudsher voor in het civiele recht en sinds 1 juli 2013 ook in het bestuursrecht. In België komt de procedure alleen in het civiele recht voor.

## Nederland

### Civiel recht
In het Nederlands burgerlijk recht worden procedures in beginsel ingeleid met een dagvaarding, tenzij in de wet is bepaald dat de procedure moet worden ingeleid met een verzoekschrift. Artikel 261, tweede lid van Rv. bepaalt dat met een verzoekschrift worden ingeleid de zaken ten aanzien waarvan dit uit de wet (die het betreffende onderwerp regelt) voortvloeit. Deze formulering maakt duidelijk dat de verzoekschriftprocedure een uitzondering is op de hoofdregel, hoewel in aantal de meeste procedures verzoekschriftprocedures zijn. Of een geding moet worden aangevangen met een verzoekschrift dan wel met een dagvaarding kan worden afgeleid uit de bewoordingen van de wet. Wordt gesproken van 'verzoek', dan is sprake van een verzoekschriftprocedure. Spreekt de wet van 'vordering', dan is een dagvaarding de geëigende weg. Is abusievelijk gekozen voor een dagvaarding in plaats van een verzoekschrift, dan leidt dit niet tot niet-ontvankelijkheid. In plaats daarvan zal de rechter de verzoeker verzoeken het stuk te verbeteren of aan te vullen. Waar de dagvaarding zich richt tot de tegenpartij (de gedaagde) wordt een verzoekschrift gericht aan de rechter, die alle belanghebbenden kopieën doet toekomen en hen in de gelegenheid stelt een verweerschrift in te dienen. De "eiser" wordt in een verzoekschriftprocedure aangeduid als verzoeker. Er is geen gedaagde, alleen belanghebbenden, die soms als verweerder worden aangeduid. In slechts enkele procedures zijn er geen belanghebbenden.
Verzoekschriftprocedures komen met name voor in de sfeer van het personen- en familierecht (echtscheiding, omgang, alimentatie en gezagsgeschillen en in het bestuursrecht, maar ook in het vermogens- en arbeidsrecht wordt van de procedure gebruikgemaakt. Het betreft vaak zaken die zich lenen voor een minder formele en snellere aanpak.
Behoudens in de wet bepaalde uitzonderingen neemt de rechtbank in eerste aanleg kennis van alle burgerlijke zaken (art. 42 RO). Binnen de rechtbank worden de zaken die minderjarigen of het gezag daarvan betreffen voorgelegd aan de sector civiel. De sector kanton neemt kennis van zaken op het terrein van het vermogensrecht (bijv. de ontbinding van arbeidsovereenkomsten wegens een gewichtige reden) en enkele zaken op het terrein van het personen- en familierecht (bijv. inzake het mentoraat). Wat betreft de relatieve competentie is de hoofdregel dat de rechter van de woon- of verblijfplaats van de verzoeker bevoegd is (art. 262 onder a Rv). De artikelen 263 tot en met 268 bevatten uitzonderingen op de hoofdregel.
Het verzoekschrift wordt ondertekend door een advocaat (of door de verzoeker zelf als bij de kantonrechter geprocedeerd wordt of ingevolge een andere wettelijke regeling vertegenwoordiging door een advocaat niet verplicht is) ingediend bij de griffie van het bevoegde gerecht. De rechter bepaalt de datum en het tijdstip van de zitting en beveelt de oproeping van de verzoeker en eventueel belanghebbenden, tenzij hij zich meteen onbevoegd verklaart of het verzoek toewijst (art. 279, eerste lid, Rv.). Waar in een dagvaardingsprocedure de dagvaarding wordt gevolgd door een conclusie van antwoord kunnen belanghebbenden in een verzoekschriftprocedure tegen het verzoekschrift een verweerschrift indienen.
Een verzoekschriftprocedure eindigt niet met een vonnis of arrest, maar met een beschikking, ook als een gerechtshof of de Hoge Raad uitspraak doet in beroep of in cassatie. Een uitzondering op deze regel vormt de faillietverklaring, die weliswaar met een verzoekschrift wordt ingeleid, maar per vonnis wordt uitgesproken. De verschillen tussen een vonnis en een beschikking zijn tegenwoordig nog maar gering. De eisen waaraan een vonnis moet voldoen zijn van overeenkomstige toepassing verklaard op beschikkingen (art. 287 Rv.). Artikel 236 Rv. over het gezag van gewijsde van vonnissen wordt door de Hoge Raad in verzoekschriftprocedures analoog toegepast op beschikkingen "waarin beslissingen zijn gegeven over een rechtsbetrekking in geschil tussen partijen".

### Bestuursrecht
Op 1 juli 2013 is de Wet nadeelcompensatie en schadevergoeding bij onrechtmatige besluiten gedeeltelijk in werking getreden. Deze wet voegt aan de Algemene wet bestuursrecht (Awb) een nieuwe Titel 8.4 (Schadevergoeding) toe. Deze procedure vervangt het vervallen artikel 8:73, waarbij de bestuursrechter de bevoegdheid werd toegekend bij een gegrondverklaring van het beroep en op verzoek van een partij een schadevergoeding ten laste van het bestuursorgaan toe te kennen. De nieuwe procedure is als volgt weer te geven.
Het verzoekschrift moet schriftelijk worden ingediend bij de bestuursrechter die bevoegd is over de schade te beslissen. Het moet gaan om de vergoeding van schade die geleden wordt als gevolg van een onrechtmatig besluit of een andere handeling die in artikel 8:88, eerste lid, Awb wordt genoemd. Indien de schade wordt veroorzaakt door een besluit waarover de Centrale Raad van Beroep of de belastingkamer van de Hoge Raad in enige of hoogste instantie oordeelt, is die bestuursrechter met uitsluiting van de civiele rechter bevoegd (artikel 8:89, eerste lid, Awb). In de overige gevallen is de bestuursrechter bevoegd voor zover de gevraagde vergoeding ten hoogste €25.000 bedraagt met inbegrip van rente, onverminderd het recht van de belanghebbende om op grond van andere wettelijke bepalingen schadevergoeding te vragen (artikel 8:89, tweede lid, Awb). Als de schade €25.000 of minder bedraagt, en het geen besluit betreft dat in enige of hoogste instantie door de Centrale Raad van Beroep of de belastingkamer van de Hoge Raad wordt beoordeeld, heeft men de vrije keuze tussen de bestuursrechter of de civiele rechter.
De bestuursrechter verklaart zichzelf onbevoegd als de belanghebbende al een verzoek tot schadevergoeding aanhangig heeft gemaakt bij de burgerlijke rechter. Omgekeerd geldt dat, zolang een verzoek bij de bestuursrechter aanhangig is, een verzoek om schadevergoeding bij de burgerlijke rechter niet ontvankelijk is.
Er zijn twee mogelijkheden om het verzoekschrift in te dienen. Het kan ofwel los van enige procedure, ofwel gedurende het beroep of hoger beroep tegen het schadeveroorzakende besluit worden ingediend bij de bestuursrechter die bevoegd is daarvan kennis te nemen. In het eerste geval moet ten minste acht weken voor het indienen van het verzoekschrift het bestuursorgaan schriftelijk om vergoeding van de schade gevraagd worden, tenzij dit redelijkerwijs niet van de belanghebbende verwacht kan worden (artikel 8:90, tweede lid, Awb). In het tweede geval is dit niet vereist (artikel 8:91, tweede lid, Awb).

### Digitalisering procesrecht
Het Wetsvoorstel vereenvoudiging en digitalisering van het procesrecht, aangenomen in 2016, bepaalt dat alle civielrechtelijke procedures moeten aanvangen met één inleidend document, de procesinleiding. In deze procesinleiding kunnen een vordering en een verzoek ook gezamenlijk worden ingediend.
Deze digitalisering is echter alweer van tafel. De procedures beginnen weer met een dagvaarding of een verzoekschrift.

## België
In België komt de verzoekschriftprocedure alleen voor in het civiele recht. De procedure is geregeld in de artikelen 1034 bis - 134 sexies van het Gerechtelijk Wetboek, in titel V bis "Het Verzoekschrift op Tegenspraak".